# Savin Yeatman-Eiffel
Savin Yeatman-Eiffel (Párizs, 1970. május 30. –) francia rendező. Ő az Oban csillagfutama kitalálója, írója, szerzője, producere és társ-rendezője. A  Sav! The World Productions alapítója.